# Веселий Кут (Лип'янська сільська громада)
Веселий Кут — село в Україні, у Лип'янській сільській громаді Звенигородського району Черкаської області. Населення складає 251 особу.

## Історія
Перші поселення на території села були ще за часів мідної доби. Село засноване в 1788 році.

Згадується сказаннях про населені місцевості Київської губернії 1864 року від Лаврентія Похилевича
Веселий Кут, село при вступі річки Толмача в долину р. Виси, яка проте тече від села не ближче за версту. Найзахідніше село в Чигиринському повіті, що віддалено від повітового міста за 120 верст, а від села Янополя за 10-ть. Мешканців обох статей 420; 1808 року було, разом із слобідами Вітязєвої та Винопілля, 477 у 63 дворах. Землі добре родючої значиться в маєтку 1877 десятин. На одних володарських полях збирається щорічно пшениці до 1500 коп. У минулому столітті Веселий Кут належав до Смілянського ключа князів Любомирських, а згодом Потьомкіна. Потім до Злотопольського маєтку генерала Висоцького. У 1804 році Висоцький продав це село князю Данилові Івановичу Кудашеву, дочка якого Ольга була за генерал-майором Вельським, який збудував у цьому селі кам'яний обширний поміщицький триповерховий будинок зі зручними службами і завів при ньому сад. Вельський помер у 1832 році, а після нього володіла маєтком його вдова до 1848 року, а потім три роки племінник Вельського, який продав Веселий Кут із 1855 року за 60000 руб. срібло. нинішнього поміщика генерал-майора Олексія Васильовича Єнохіна. Але за викупним договором 1863 240 десятин землі придбані селянами у власність за 11458 рублів.
Церква Покровська, мурована, 7-го класу; землі має 36 десятин; побудована в 1831 генералом Вельським, в ній похованим. Колишня церква була дерев'яна, збудована 1788 року. Але й до побудови цієї була ще давніша. До приходу Веселокутського зараховано два села:
Витязєва, при річці Висі, за 2 версти вище села Веселого Куга. Жителів обох статей 109. Половина цього села з 363 десятинами землі належить Антону Ваксману, а інша конфіскована до скарбниці у 1833 році, за участь власника у польському заколоті.

Глиняна Балка, за 3 версти на захід від села, в межах вже Звенигородського повіту. Належить м. Єнохіну, але населена однопалацами та міщанами польського походження, що займаються візництвом. Мешканців обох статей: православних 194, римських католиків 24.
З 7 березня 1923 року село перебувало у складі Шполянського району.

Було згадане та описане в енциклопедії "Історія міст і сіл Української РСР" 1972 року
Веселий Кут — село, центр сільської Ради, розташоване на р. Великій Висі, за 43 км від районного центру та залізничної станції Шпола. Населення — 558 чоловік. Сільраді підпорядковані села Витязеве й Козачани.
На території села міститься центральна садиба колгоспу «Червоний Жовтень», який обробляє 2 тис. га сільськогосподарських угідь, у т. ч. 1,7 тис. га орної землі. Напрям господарства зерново-буряковий з розвинутим тваринництвом.
За успіхи в розвитку сільського господарства 48 колгоспників нагороджені орденами й медалями Союзу РСР.
Є восьмирічна школа, де навчається 121 учень, клуб на 400 місць, бібліотека з книжковим фондом 7,8 тис. примірників, два фельдшерсько-акушерські пункти, радіовузол. Сільська парторганізація налічує 25 комуністів, комсомольська — 23 члени ВЛКСМ.
Засноване село в XIX столітті.
57 жителів Веселого Кута брали участь у Великій Вітчизняній війні, з них 41 нагороджено бойовими орденами й медалями. На честь загиблих односельців споруджено обеліск Слави.

На території села виявлено поселення доби міді.
12 червня 2020 року, відповідно з розпорядженням Кабінету Міністрів України № 728-р, Веселокутська сільська рада об'єднана з Лип'янською сільською громадою Шполянського району.
17 липня 2020 року, в результаті адміністративно-територіальної реформи та ліквідації Шполянського району, село увійшло до складу Звенигородського району.

## Особистість
В селі народилася Чорна Марія Романівна (1926—2011) — українська вишивальниця, заслужений майстер народної творчості УРСР.

## Використана література
- Веселый Кут. Бекет.